# Даньелов, Георге
Георге Даньелов (рум. Gheorghe Danielov; 20 апреля 1948, Журиловка) — румынский гребец-каноист, выступал за сборную Румынии на всём протяжении 1970-х годов. Серебряный призёр летних Олимпийских игр в Монреале, двукратный чемпион мира, победитель многих регат национального и международного значения.

## Биография
Георге Даньелов родился 20 апреля 1948 года в деревне Журиловка уезда Тулча.
Первого серьёзного успеха на взрослом международном уровне добился в 1971 году, когда попал в основной состав румынской национальной сборной и побывал на чемпионате мира в югославском Белграде, откуда привёз награду золотого достоинства, выигранную в зачёте двухместных каноэ на дистанции 500 метров. Два года спустя выступил на мировом первенстве в финском Тампере, где одержал победу в километровой гонке двоек и стал серебряным призёром в полукилометровой гонке двоек. Ещё через год на аналогичных соревнованиях в Мехико получил серебро в двойках на пятистах метрах. Затем в 1975 году на чемпионате мира в Белграде добавил в послужной список ещё одну серебряную медаль, добытую на сей раз в двойках на тысяче метрах.
Благодаря череде удачных выступлений удостоился права защищать честь страны на летних Олимпийских играх 1976 года в Монреале — в двухместном каноэ вместе с напарником Георге Симьоновым завоевал серебряную медаль в километровой программе, уступив в решающем заезде только советскому экипажу Сергея Петренко и Александра Виноградова. Кроме того, они с Симьоновым стартовали и в полукилометровой гонке, но здесь финишировали в финале лишь четвёртыми, немного не дотянув до призовых позиций.
Вскоре после окончания Олимпиады Георге Даньелов принял решение завершить спортивную карьеру, уступив место в сборной молодым румынским гребцам.